# Saint-Sauveur-Lendelin
Pour les articles homonymes, voir Saint-Sauveur.
Saint-Sauveur-Lendelin est une ancienne commune française du département de la Manche et de la région Normandie, peuplée de 1 597 habitants, devenue commune déléguée à partir du 1er janvier 2019 au sein de la commune nouvelle de Saint-Sauveur-Villages.

## Géographie

### Localisation
La commune est en pays coutançais. Son bourg est à 6,5 km au sud de Périers, à 10 km au nord de Coutances et à 27 km à l'ouest de Saint-Lô.
| La Ronde-Haye | Vaudrimesnil           | Saint-Aubin-du-Perron     |
| La Ronde-Haye | Saint-Sauveur-Lendelin | Saint-Michel-de-la-Pierre |
| Ancteville    | Monthuchon             | Montcuit, Cambernon       |

## Toponymie
Le toponyme est attesté sous les formes villa S. Salvatoris que dicitur fuisse Odeline en 1056, Sanctus Salvator sans date.
La paroisse est dédiée à saint Sauveur, c'est-à-dire au Christ. Charles Rostaing attribue l'origine de Lendelin à l'anthroponyme germanique féminin Odelina.
Le gentilé est Saint-Sauveurais.

## Histoire

### Moyen Âge
Au Xie siècle, le fief était tenu par Tancrède de Hauteville, vavasseur de Guillaume de Normandie. Au temps des Plantagenêts Saint-Sauveur-Lendelin était le centre de l'un des bailliage les plus importants du Cotentin.
Les terres de Saint-Sauveur-Lendelin et environnantes ont fait partie du domaine royal depuis le mariage, en 1200, de Blanche de Castille avec Louis VIII, et ce jusqu'à la Révolution. Jeanne de Bourgogne (v. 1293-1349), reine de France, héritera du domaine de Saint-Sauveur-Lendelin. 
La seigneurie fut érigée en comté par Charles VI en faveur de son frère, Louis d'Orléans. À la veille de la guerre de Cent Ans, ce n'est plus qu'une vicomté.

### Temps modernes
Dans le mois de juillet 1680, François Ferrand, écuyer, seigneur et patron de Montcuit, rend aveu au roi « de trois moulins scis à Saint-Sauveur-Lendelin ; le premier nommé le grand moulin, avec le vivier et la chaussée d'icelui ; le second, nommé le neuf moulin avec la commune dépendante d'icelui ; le troisième appelé le petit moulin avec l'écluse, chaussée, rivage et commune d'icelui, lesdits moulins scitués au dit St. Sauveur ». Louis XIV avait engagé le domaine et vicomté de Saint-Sauveur-Lendelin au comte de Toulouse, Louis-Alexandre de Bourbon,.

### Révolution française et Empire
Durant la Révolution, lors de la création des cantons, Saint-Sauveur-Lendelin devient le chef-lieu d'un canton composé de sept communes (Hauteville-la-Guichard, Montcuit, La Ronde-Haye, Saint-Aubin-du-Perron, Saint-Michel-de-la-Pierre, Saint-Sauveur-Lendelin et Vaudrimesnil) qui fait partie du district de Coutances. La  constitution du 5 fructidor de l'an III (22 août 1795) met en place des municipalités cantonales avec création de la fonction d'« agent municipal » élu (pour deux ans) dans chaque commune qui participe à l'administration de la municipalité cantonale. Saint-Sauveur-Lendelin en est le siège jusqu'à la loi municipale du 28 pluviôse an VIII (17 février 1800) qui institue le titre de maire en remplacement de celui d'agent municipal lors de l'individualisation de la gouvernance des différentes communes qui composent le canton.
Par suite du décret du 23 vendémiaire an X (15 octobre 1801), le canton de Saint-Sauveur-Lendelin est agrandi à onze communes, auxquelles s'ajoute durant la Seconde Restauration Le Mesnilbus qui avait été supprimée en 1793 et qui sera rétablie en 1823.

### Époque contemporaine

#### Première Guerre mondiale
Durant le conflit, 81 Saint-Sauveurais sont morts pour la France. Trois d'entre eux ont été tués à Bixschoote le 10 novembre 1914 durant la bataille des Flandres, au cours d'une journée marquée par une attaque générale allemande. Au moins un de ces appelés a été tué à la bataille de Verdun le 8 juillet 1916,.

#### Seconde Guerre mondiale
Saint-Sauveur-Lendelin a été libérée des forces armées allemandes le 28 juillet 1944 par la 4e division d'infanterie américaine par le général Bradley. Cette dernière arrivait en provenance de Périers libérée la veille. Avant l'engagement terrestre de l'armée américaine dans la commune, celle-ci n'a pas subi de bombardements aériens de la part des forces alliées, contrairement aux villes voisines Périers et Coutances. Les troupes allemandes avaient abandonné Saint-Sauveur-Lendelin à la suite de la libération de Périers par l'armée américaine pour se replier. Les forces militaires américaines sont donc entrées dans la commune sans subir de résistance,,. Le général américain Omar Bradley établit son quartier général dans le château des Mares abandonné par les forces allemandes. Il y accueille le Premier ministre britannique Winston Churchill, le 7 août 1944 puis le général Eisenhower le lendemain.

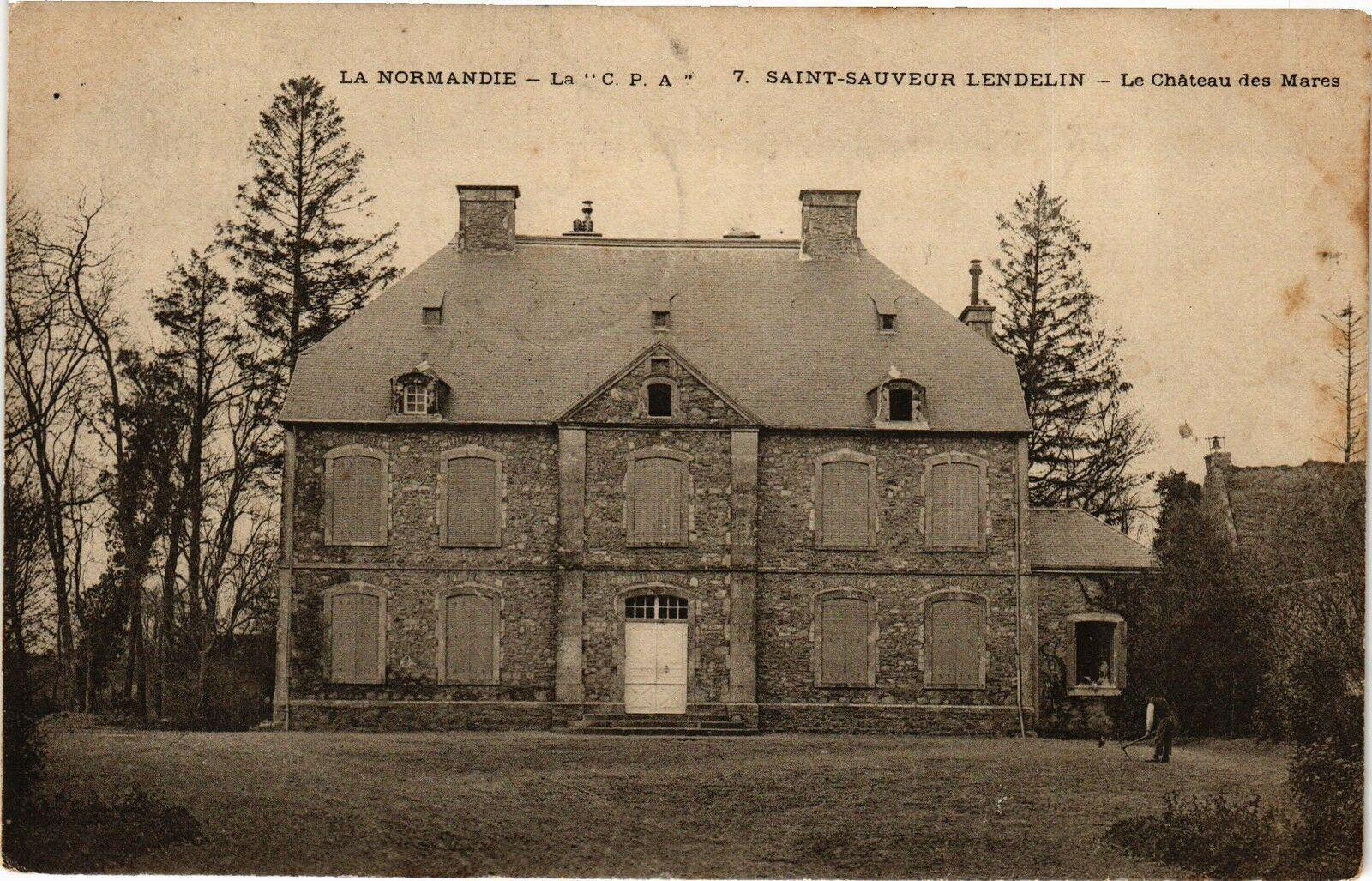
Le château des Mares (carte postale).
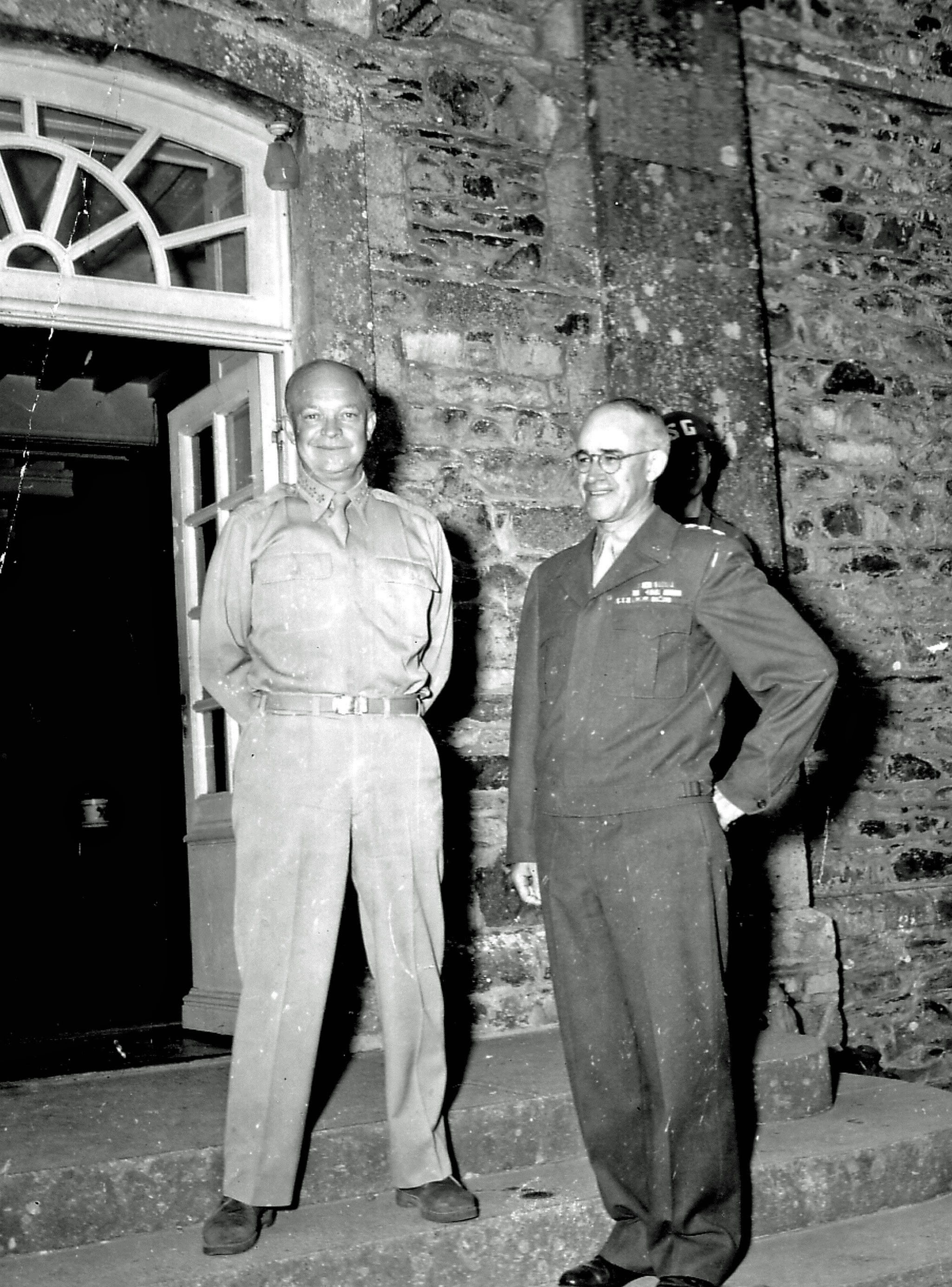
Les généraux américains Eisenhower et Bradley sur le perron du château des Mares, le 8 août 1944.

#### XXIesiècle
La commune nouvelle de Saint-Sauveur-Villages est créée le 1er janvier 2019 après la fusion d'Ancteville, Le Mesnilbus, La Ronde-Haye, Saint-Aubin-du-Perron, Saint-Michel-de-la-Pierre, Saint-Sauveur-Lendelin et Vaudrimesnil.

## Politique et administration
| Période                                                                             | Période       | Identité                    | Étiquette | Qualité                                |
| ----------------------------------------------------------------------------------- | ------------- | --------------------------- | --------- | -------------------------------------- |
| 1790                                                                                |               | Jean-François Lehuby        |           |                                        |
| …1792                                                                               | 1795          | Georges Almy                |           |                                        |
| 1795                                                                                | 1797          | Louis Alexandre Lecrosnier  |           |                                        |
| 1799                                                                                | 1800          | Jean François Aubril        |           |                                        |
| 1800                                                                                | 1804          | Alexandre Le Crosnier       |           |                                        |
| 1804                                                                                | 1829          | Georges Ferrand de la Conté |           | Conseiller général                     |
| 1829                                                                                | 1831          | Léonard Girard              |           |                                        |
| 1831                                                                                | 1835          | François Lemaître           |           |                                        |
| 1835                                                                                | 1848          | Léonard Girard              |           |                                        |
| 1848                                                                                | 1870          | Georges Ferrand de la Conté |           |                                        |
| 1870                                                                                | 1881          | Albéric Ferrand de la Conté |           |                                        |
| 1881                                                                                | 1907          | Édouard Lemaître            |           | Médecin Conseiller général             |
| 1907                                                                                | 1915          | Léon Lesouhaitier           |           |                                        |
| 1915                                                                                | 1919          | Eugène Lacolley             |           |                                        |
| 1919                                                                                | 1944          | Pierre Salmon               |           |                                        |
| 1944                                                                                | 1959          | Léon Lesouhaitier           |           |                                        |
| 1959                                                                                | 1995          | Maurice Langevin            |           | Notaire Conseiller général et régional |
| 1995                                                                                | décembre 2018 | Patrick Leclerc             |           | Relaxologue                            |
| Une partie des données est issue d'une liste établie par Jean Pouëssel et Marc Almy |               |                             |           |                                        |

Le conseil municipal était composé de dix-neuf membres dont le maire et trois adjoints.
Le 1er janvier 2019, par arrêté préfectoral du 20 décembre 2018, Saint-Sauveur-Lendelin intègre la commune nouvelle de Saint-Sauveur-Villages. À l'issue des élections municipales de 2020, Saint-Sauveur-Villages sera représentée par 29 conseillers municipaux, répartis au prorata du nombre d’habitants, soit : douze pour Saint-Sauveur-Lendelin, quatre pour Vaudrimesnil, trois pour Le Mesnilbus, La Rondehaye et Ancteville, et deux pour Saint-Michel-de-la-Pierre et Saint-Aubin-du-Perron.
| Période      | Période      | Identité        | Étiquette | Qualité                      |
| ------------ | ------------ | --------------- | --------- | ---------------------------- |
| janvier 2019 | juillet 2020 | Patrick Leclerc | SE        | Relaxologue                  |
| janvier 2020 | En cours     | Ghislain Gérard | SE        | Sapeur-pompier professionnel |

### Changement de canton
Depuis les élections départementales de 2015 la commune fait partie du nouveau canton d'Agon-Coutainville.
Le canton d'Agon-Coutainville regroupe vingt-huit communes réparties sur les anciens cantons de Lessay, Périers, Saint-Malo-de-la-Lande et Saint-Sauveur-Lendelin.

## Population et société

### Démographie
En 2021, la commune comptait 1 597 habitants. Depuis 2004, les enquêtes de recensement dans les communes de moins de 10 000 habitants ont lieu tous les cinq ans (en 2006, 2011, 2016, etc. pour Saint-Sauveur-Lendelin) et les chiffres de population municipale légale des autres années sont des estimations. 
Saint-Sauveur-Lendelin a compté jusqu'à 2 254 habitants en 1806.
| 1793  | 1800  | 1806  | 1821  | 1831  | 1836  | 1841  | 1846  | 1851  |
| ----- | ----- | ----- | ----- | ----- | ----- | ----- | ----- | ----- |
| 2 005 | 2 000 | 2 254 | 2 046 | 2 091 | 1 988 | 1 950 | 1 910 | 1 844 |

| 1856  | 1861  | 1866  | 1872  | 1876  | 1881  | 1886  | 1891  | 1896  |
| ----- | ----- | ----- | ----- | ----- | ----- | ----- | ----- | ----- |
| 1 802 | 1 791 | 1 717 | 1 658 | 1 723 | 1 643 | 1 574 | 1 530 | 1 460 |

| 1901  | 1906  | 1911  | 1921  | 1926  | 1931  | 1936  | 1946  | 1954  |
| ----- | ----- | ----- | ----- | ----- | ----- | ----- | ----- | ----- |
| 1 388 | 1 355 | 1 358 | 1 314 | 1 351 | 1 453 | 1 427 | 1 373 | 1 358 |

| 1962  | 1968  | 1975  | 1982  | 1990  | 1999  | 2006  | 2011  | 2016  |
| ----- | ----- | ----- | ----- | ----- | ----- | ----- | ----- | ----- |
| 1 409 | 1 442 | 1 390 | 1 408 | 1 336 | 1 331 | 1 611 | 1 719 | 1 712 |

| 2019  | - | - | - | - | - | - | - | - |
| ----- | - | - | - | - | - | - | - | - |
| 1 748 | - | - | - | - | - | - | - | - |

### Manifestations culturelles et festivités
Chaque année depuis 2009, le troisième samedi d'octobre, se déroule les Saints-Sauveurs du rock (2SDR), soirée organisée par Braz Yuna réunissant quatre groupes de rock dont un provenant de la scène nationale. Sont venus entre autres Trust, les Plastiscines, les Wampas ou No One Is Innocent.

### Sports et loisirs
L'Entente sportive Saint-Sauveur-La Rondehaye fait évoluer deux équipes de football en divisions de district.
L'association les 3SL (Saint-Sauveur Sports Loisirs) propose à ses adhérents six activités : bricolage, badminton, danse, pétanque, jogging et vélo.

## Culture locale et patrimoine
La commune est une ville fleurie (trois fleurs) au concours des villes et villages fleuris.

### Lieux et monuments

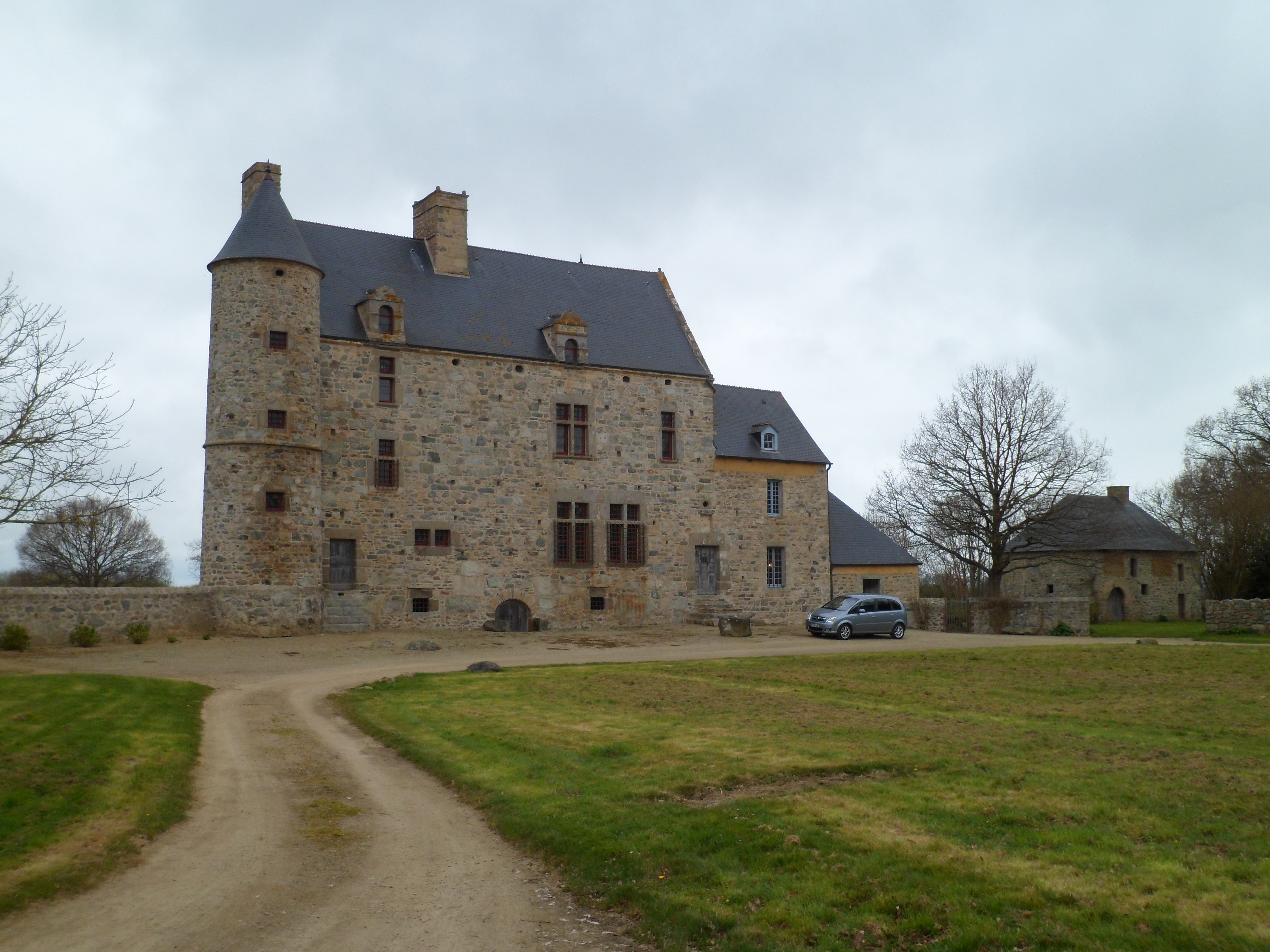
Le manoir du Grand Taute.

- Église Saint-Laurent des XIIIe – XVe siècles dont le clocher-porche du XIVe est inscrit au titre des monuments historiques par arrêté du 5 mai 1975[30]. L'édifice abrite un lutrin, une chaire à prêcher et des fonts baptismaux du XVIIIe, une statue de sainte Barbe du XVe, un vitrail signé J.P. Rivière de 2002 dédié au Concordat de 1801 et au Prince Lebrun[6].
- Manoir du Grand Taute de la fin du XVIe siècle et ses communs, inscrit partiellement au titre des monuments historiques[31].
- Château des Mares du XVIIIe siècle dit également de la Conté, du nom de la famille. Il fut de 1940 à 1944 occupé par les Allemands et à la Libération, Bradley en fit son QG et y accueillit Winston Churchill et Eisenhower.
- Ancien moulin qui a conservé sa roue à aubes au lieu-dit Petit-Moulin.
- Croix de l'ancien cimetière, datée de 1571, devant l'église et la mairie et croix du cimetière du XIXe siècle.
- Croix de chemin dite de l'Etau des XIXe et XXe siècles.
- Lavoir restauré.
- Stèle à la mémoire du général Bradley. Une rue porte également son nom.

### Personnalités liées à la commune

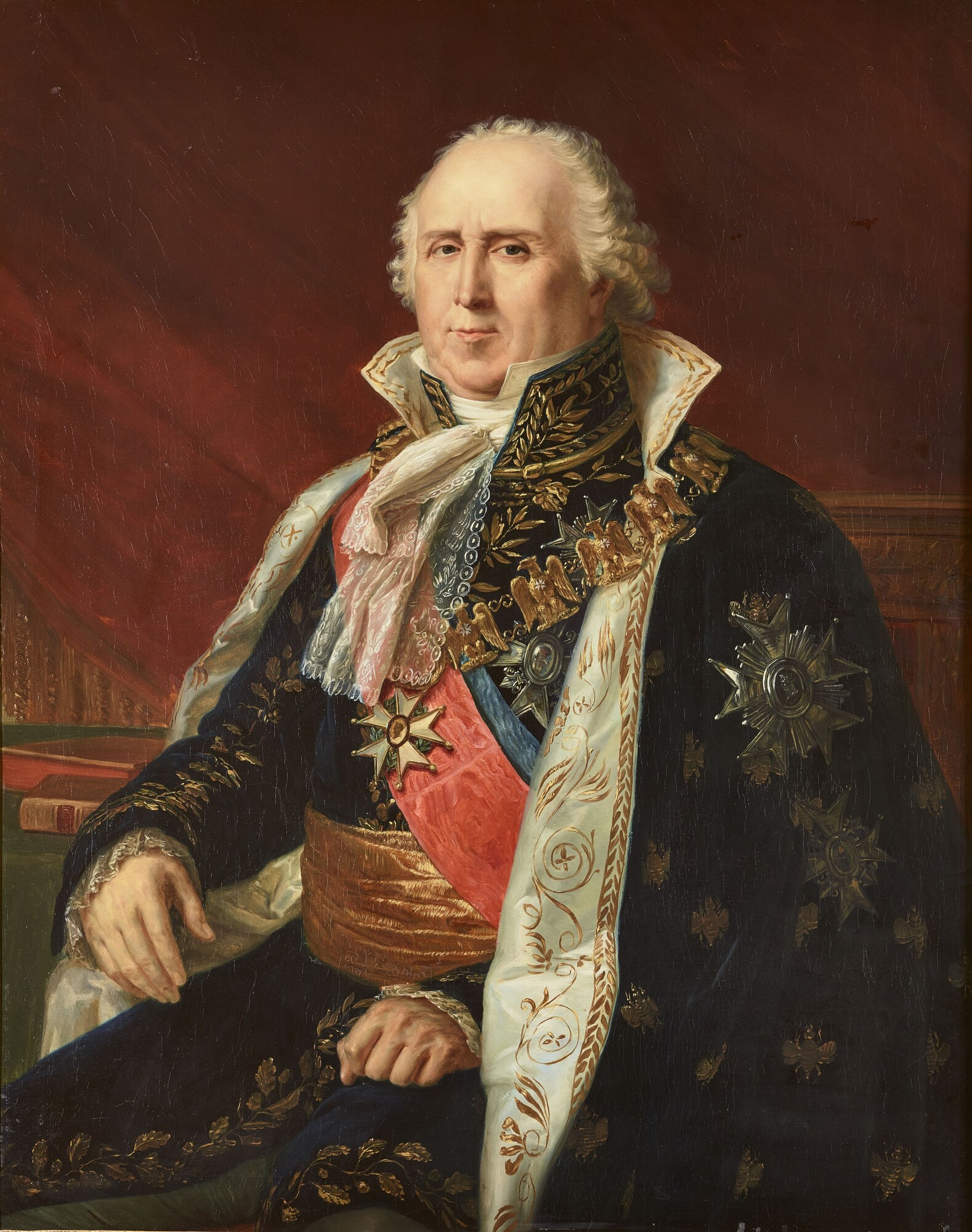
Charles-François Lebrun en tenue de prince-architrésorier de l'Empire (détail).

- Marie des Vallées (1590-1656), personnalité mystique surnommée « la sainte de Coutances », inspiratrice de saint Jean Eudes.
- Jean-Baptiste Lebrun de Rochemont (Saint-Sauveur-Lendelin, 1736 - 1822), homme politique.
- Charles-François Lebrun (1739-1824), troisième consul et prince-architrésorier du Premier Empire, né au village de La Bouchelière ; un vitrail de l'église de Saint-Sauveur-Lendelin célébrant la participation de Lebrun à l'élaboration du concordat et à la paix religieuse, a été inauguré en septembre 2002, ainsi qu'un monument situé dans le village. Un portrait en habit d'architrésorier est exposé dans la mairie.
- Georges Ferrand de La Conté (1797-1870), maire de Saint-Sauveur-Lendelin, conseiller général de 1848 à 1870.
- Louis Costel (Saint-Sauveur-Lendelin, 1930 - Saint-Sauveur-Lendelin, 2002), prêtre et écrivain.
- Gérard Laurent (Saint-Sauveur-Lendelin, 1953-), footballeur et dirigeant sportif.